# Hermann Hoth
Hermann "Papa" Hoth (12 d'abril de 1885 – 25 de gener de 1971) va ser un oficial alemany entre 1903 i 1945. Durant la Segona Guerra Mundial va ostentar el rang de Generaloberst. Va combatre a França, però és principalment conegut pels seus èxits com a comandant de panzers al Front Oriental. Hoth comandà el III Panzergroup durant l'operació Barbarroja el 1941, i el IV Panzerarmee durant l'Operació ofensiva alemanya de 1942. Després de l'encerclament del VI Armee a Stalingrad al novembre de 1942, Hoth comandà l'exèrcit panzer durant l'Operació Tempesta d'Hivern. Després de Stalingrad, Hoth participà en la contraofensiva de Kursk a l'estiu de 1943 i en la batalla de Kíev. El IV Panzerarmee sota el seu comandament va ser la major unitat cuirassada mai formada. Hoth va ser rellevat del comandament per Adolf Hitler el 1943, només sent reinstaurat durant un breu període durant les darreres setmanes de la guerra. Després de la guerra, passà sis anys en presó condemnat per crims de guerra, dedicant-se a escriure sobre història militar.

## Biografia
Hoth va néixer a Neuruppin, fill d'un oficial mèdic de l'exèrcit. S'allistà a l'exèrcit el 1903 i, en iniciar-se la I Guerra Mundial va ser promogut a capità, sent condecorat amb la Creu de Ferro de 1a classe. Durant el període d'entreguerres continuà al Reichswehr. Després de la reorganització de les forces armades alemanyes en la Wehrmacht el 1935, va ser promogut a major general i va ser nomenat comandant de la 18 divisió d'infanteria.

### II Guerra Mundial
Hoth va ser promogut a tinent general, rebent el comandament del XV Cos Motoritzat des del 10 de novembre de 1938, comandant-lo durant la invasió de Polònia l'any següent. Va tenir èxit durant l'Ofensiva Occidental de la primavera de 1940, sent promogut a general el 19 de juliol de 1940.
Durant l'operació Barbarroja de 1941, Hoth comandà el 3r Grup Panzer que capturà Minsk i Vítsiebsk. A l'octubre rellevà el general Carl-Heinrich von Stülpnagel com a comandant del 17. Armee a Ucraïna. Com a comandant advertí els seus homes que entenguessin la necessitat del «càstig dur de la jueria». El seu exèrcit va haver de recular durant l'ofensiva soviètica d'inicis de 1942.
Al juny rellevà el general Erich Höpner com a comandant del 4t Exèrcit Panzer. Com a part de l'Operació Cas Blau, l'ofensiva alemanya al sud de Rússia, l'exèrcit arribà fins al riu Don a Vorónej, que va prendre. Allà, Hoth va rebre l'ordre de girar cap al sud per ajudar el 1r Exèrcit Panzer a travessar el Don, així com al VI. Armee en capturar Stalingrad.
El novembre de 1942, la contraofensiva soviètica d'hivern travessà les línies alemanys i atrapà el VI. Armee a Stalingrad. L'exèrcit panzer de Hoth era la peça central de l'Operació Wintergewitter, l'intent alemany per rescatar al VI. Armee; sota el comandament general del Grup d'Exèrcits Don del mariscal Erich von Manstein. L'operació resultà un fracàs, a causa de l'arribada de reforços alemanys i d'un temps cada cop pitjor que impedia l'avanç alemany. El 25 de desembre els soviètics reprengueren l'ofensiva, forçant els alemanys a retirar-se i segellant el destí del VI. Armee.
El juliol del 1943 Hoth comandà el IV. Panzerarmee a la batalla de Kursk. Les seves divisions, ara reforçades pel II. SS Panzerkorps van aconseguir fer una significativa penetració a les línies soviètiques, abans de ser aturades a Prokhorovka. Manstein ordenà que l'atac prosseguís, però el lent progrés del IX. Armee al nord de Kursk, les greus pèrdues i la Invasió aliada de Sicília van fer que l'operació fos cancel·lada.
Després de Kursk, l'Exèrcit Roig inicià una sèrie d'ofensives d'èxit que aconseguiren travessar el Dnièper, reconquerir Kíev i expulsaren els alemanys de la Ucraïna oriental. Malgrat el seu full de serveis, Hoth, ara Generaloberst, va ser objecte de les ires de Hitler com a culpable de part de les pèrdues, sent rellevat del comandament i traspassat a la reserva al novembre.
L'abril del 1945 tornà a ser cridat al servei actiu i nomenat comandant de la defensa de la serralada de Harz, una posició que va mantenir fins al final de la guerra.

### Després de la guerra
Després del final de la guerra, Hoth va ser jutjat als Posteriors Judicis de Nuremberg, sent considerat culpable de crims de guerra al Judici de l'Alt Comandament, sent condemnat a 15 anys de presó el 27 d'octubre de 1948. Va ser alliberat el 1954 i es dedicà a escriure. Va morir a Goslar, on està enterrat.

## Dates de promoció
Fähnrich (27 de febrer de 1904);
 Leutnant (27 de gener de 1905);
 Oberleutnant (19 de juny de 1912);
 Hauptman (8 de novembre de 1914);
 Major (01 de gener de 1924);
 Oberstleutnant (01 de febrer de 1929);
 Oberst (01 de febrer de 1932);
 Generalmajor (01 d'octubre de 1934);
 Generalleutnant (01 d'octubre de 1938);
 General der Infanterie (01 de novembre de 1938);
 Generaloberst (19 de juliol de 1940)

## Condecoracions
Creu de Cavaller de la Creu de Ferro amb Fulles de Roure i Espases
 Creu de Cavaller de la Creu de Ferro – 27 d'octubre de 1939 com a General d'Infanterie i comandant del XV Armeekorps
 Fulles de Roure – 17 de juliol de 1941 com a Generaloberst i comandant en cap del Panzergruppe 3 (25è)
 Espases – 15 de setembre de 1943 com a Generaloberst i comandant en cap del Panzerarmee 4 (35è)
 Creu de Ferro 1914 de 1a Classe – 2 d'agost de 1915
 Creu de Ferro 1914 de 2a Classe – 27 de setembre de 1914
 Barra 1939 a la Creu de Ferro de I Classe – 27 de setembre de 1939
 Barra 1939 a la Creu de Ferro de II Classe – 21 de setembre de 1939
 Creu d'Honor 1914-1918
 Medalla del Llarg Servei a la Wehrmacht de I i IV classe
 Creu del Mèrit Militar de 3a classe (Àustria)
 Creu de cavaller de l'orde de la Casa de Hohenzollern amb Espases (16 d'agost de 1918)
 Creu bavaresa al Mèrit Militar de 2a classe
 Creu Hanseàtica d'Hamburg
  Lluna Creixent de Ferro
 Orde de Miquel el Valent de 3a classe (Romania) (6 de novembre de 1942)
Orde al Mèrit de Guerra de 4a classe (Bulgària)
Insígnia de Combat de Tancs en Plata
5 mencions al Wehrmachtbericht